# شهرستان سنت جانز (فلوریدا)
شهرستان سنت جانز (به انگلیسی: St. Johns County) یکی از شهرستان‌های ایالت فلوریدا است که در ایالات متحده آمریکا واقع شده‌است. شهرستان سنت جانز ۲٬۱۲۸٫۹۸ کیلومتر مربع مساحت دارد.